# Liste historischer in Serie produzierter Elektroautos und Prototypen
Die Liste von historischen in Serie produzierten Elektroautos und Prototypen soll sämtliche Elektroautos aufführen, die historisch sind, das heißt in die Kategorie Oldtimer gehören, also älter als dreißig Jahre alt sind, und entweder in Serie produziert oder als Prototypen gebaut worden sind.
Für noch nicht so alte Modelle sei auf die Rubrik „Liste batterieelektrisch angetriebener Gebrauchtwagenmodelle“ in der Liste von Elektroautos in Serienproduktion hingewiesen.
Neuere Prototypen, also solche, die jünger als dreißig Jahre alt sind, sollten in der Liste von Elektroauto-Prototypen aufgeführt sein.

## In Serie produzierte Elektroautos und Prototypen, unterschieden nach Entstehungsländern

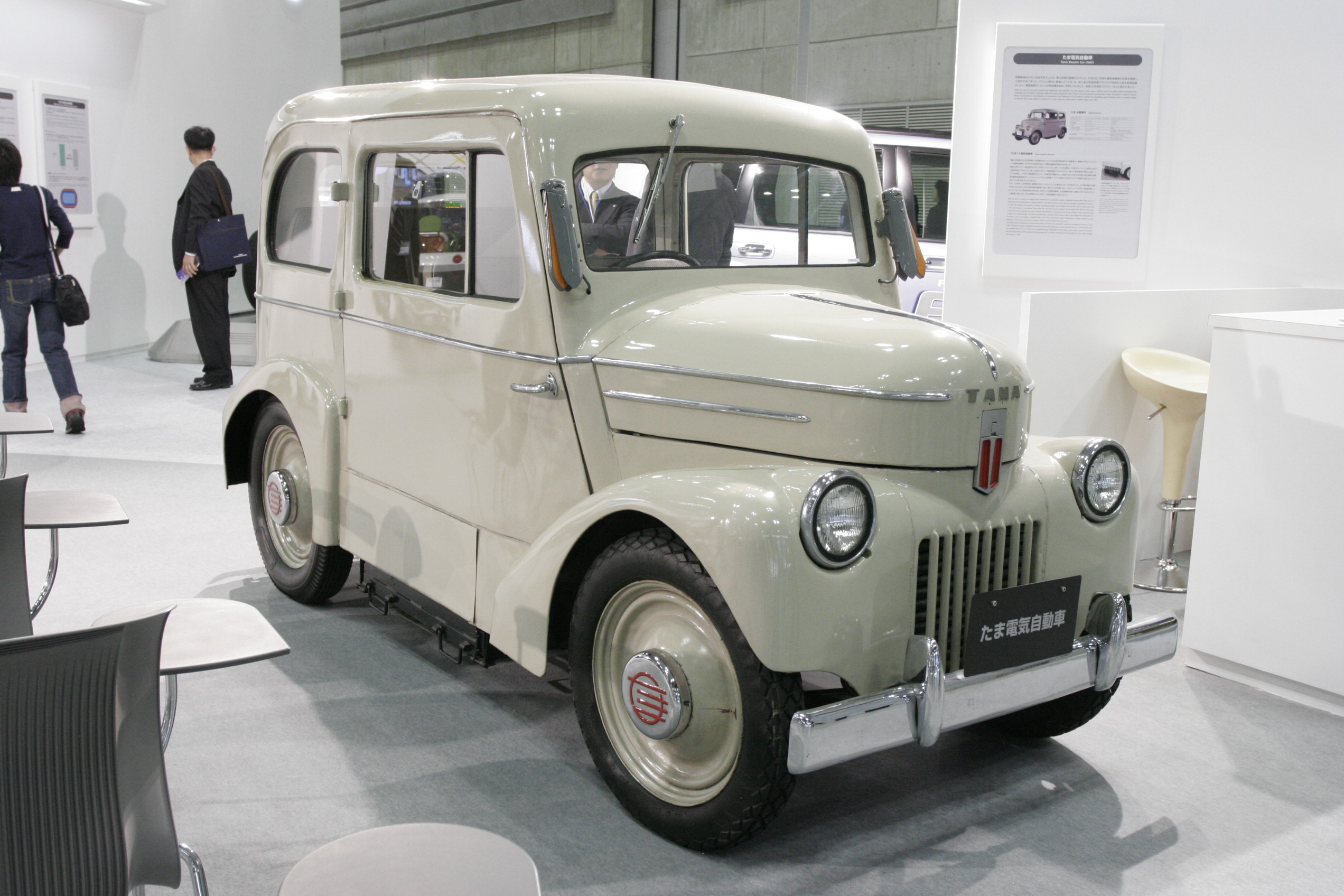
Ein Tama, in einer Modellkonfiguration, wie sie ab 1947 in Serie gebaut wurde

### Frankreich
- Amiot-Peneau (Asnières-sur-Seine); 1897–1902. Zugmaschinen mit Benzin- oder Elektromotor
- BGS (Neuilly-sur-Seine); 1896–1904
- Blondel & Crépin (Amiens) 1901–1905
- Bouhey (Paris); 1898–1902. Nur das erste Auto der Marke hatte Elektroantrieb.
- Bozier (Neuilly-sur-Seine); 1898–1920. Elektroautos ca. 1900–1906
- Clémençon; 1904–1906
- C.F.V.E. (Compagnie Française des Voitures Électromobiles) (Paris); 1898–1901
- CGE Tudor (Paris und Asnières-sur-Seine); 1941–1946; Hersteller C.G.E. (Compagnie Générale d’Electricté; seit 1986 Alcatel), Konstrukteur Jean-Albert Grégoire. 200 Exemplare.
- Champrobert (Levallois-Perret); 1901–1905 (Hybrid)
- Chapeaux (Lyon); 1940–1941, 4 Exemplare (Einzelstücke in Kundenauftrag)
- Créanche (Courbevoie); 1899–1906; Benziner und Elektroautos. letztere wurden von Bouquet, Garcin et Schivre für Créanche hergestellt
- Électromotion (Paris); 1900–1909; vor allem Taxis
- Erad (Études et Réalisations du Douaisis) (Aniche); 1979–1997. 800 Elektro-Kleinwagen
- Gallia (Paris)[1][2][3]
- Garçin (Neuilly-sur-Seine); 1904–1906
- Grégoire Charbonneaux 1969–1972; Kleinlieferwagen, Konstrukteur Jean-Albert Grégoire, Design Philippe Charbonneaux
- L. Combes (Bois-Colombes-sur-Seine); 1901.
- Kriéger (Paris / Courbevoie); 1887–1909. Vor allem Taxis
- La Jamais Contente, Rekordwagen; erstes offiziell über 100 km/h gemessenes Auto. hergestellt bei der Compagnie Centrale des Transports Automobiles
- Mercédès-Électrique, 1906–1914 in Paris registrierte Marke von Emil Jellinek, hergestellt bei Austro-Daimler. Auch Mercédès-Mixte mit benzinelektrischem (Hybrid-)Antrieb (1906–1914).
- Mildé (Levallois-Perret); Elektroautos und -Nutzfahrzeuge 1898–1909; 1900 auch Mildé et Mondos. 1907–1912 Mildé-Gaillardet mit benzinelektrischem (Hybrid-)Antrieb.
- Mors
- Regina (Paris)[1][2][3]
- Stéla; 1941–1948
- Trouvé Tricycle (Paris); 1881; gilt als eines der ersten Elektrofahrzeuge überhaupt.

### Österreich
- Lohner-Porsche, vom Wagenhersteller Ludwig Lohner auch Hersteller eines der ersten Hybridautos

### Großbritannien
- Austin Electricar vgl. Morrison Electricar.
- Electricars (Birmingham), 1920–1950er. Schwerlastkraftwagen mit Elektroantrieb. Ab etwa 1930 Lieferwagen für Lieferungen von Tür zu Tür („doorstep delivery vehicles“, z. B. Milchtransporter), ab 1935 Elektrotransporter für Werkverkehr und Intralogistik (Plattformwagen). Ab 1936 Marke der „Associated Electric Vehicle Manufacturers Ltd“, ihrerseits eine Tochtergesellschaft der Young Accumulator Company. Elektro-Kommunal- und Nutzfahrzeuge mit Nutzlasten von 250 kg bis 7 sh tn (6,35 t).[4][5]
- Electromobile (Nutzfahrzeughersteller) (Leeds); gegründet vor 1913; 1920 2 sh tn LKW und Feuerwehrwagen mit Nabenantrieb an allen Rädern.[6] Geschäftsführer war Charles Guthrie Conradi.[7]
- Enfield Automotive (London), 1969–1976, Modell Enfield E 8000, ein Zweisitzer mit Kunststoffkarosserie mit zwei zusätzlichen Notsitzen. Die Herstellerfirma war zunächst in London ansässig; sie wurde 1972/73 vom griechischen Schiffbauunternehmen Neorion übernommen und für die diesbezüglichen Geschäftsaktivitäten ein Tochterunternehmen namens Enfield-Neorion gegründet, mit welchem die Produktion fortgeführt werden konnte, wobei der Firmensitz auf die Isle of Wight verlegt und die Montage auf die griechische Insel Syros verlagert wurde; eine Endmontage erfolgte wiederum auf der Isle of Wight. Insgesamt wurden 106 Fahrzeuge gebaut.
- Morrison Electricar. Ab ca. 1930–1950er. Hersteller dieser Elektro-LKW mit Nutzlasten bis etwa 4 sh tn waren A. E. Morrison & Sons in South Wigston (Leicestershire).[8] Ab 1936 gemeinsam mit Electricars eine Marke der „Associated Electric Vehicle Manufacturers Ltd“, ihrerseits eine Tochtergesellschaft der Young Accumulator Company.[5] 1946 Verkauf an Douglas (Kingswood) Ltd.[9] Ab 1948 erfolgte der Verkauf auch über Austin Crompton-Parkinson (ACP), einem Joint-Venture des Fahrzeugherstellers Austin und dem Elektrikkonzern Crompton-Parkinson. ACP baute das Fahrzeug ab 1961 selber, auch als Austin Electricar.[10]
- Orwell (Ipswich). Nutzfahrzeugmarke eines traditionsreichen Industrie- und Landwirtschaftsgeräteherstellers (1920–1942). LKW, Kommunalfahrzeuge, Transporter, Busse, Oberleitungsbusse.[11][12]
- Wales & Edwards
- Wilson Electric, Leicester, bis 1954. Der größte britische Hersteller von Elektrofahrzeugen der Zwischenkriegszeit stellte fast ausschließlich Lieferwagen her. 1935–1936 entstanden etwa 40 kleine aber sehr elegante Coupés (Karosserien von Arthur Mulliner, Northampton) im „Airstream“-Stil mit Fließheck. Die Front erinnerte an den Fiat Topolino. Die Reichweite betrug 40 Meilen (65 km) bei 27 mph (43,5 km/h) Geschwindigkeit.[13]

### USA

#### Produktionsbeginn vor 1945
- Ajax Electric 1901–1903, New York City NY (USA)
- American Beauty Fertiggestellter Prototyp aus Jonesville MI (USA)
- Ames Motocycle 1896, Owatonna MN (USA);D. J. Ames und Frank laBare; Prototyp Elektro-Vierradfahrzeug

D. J. Ames war Präsident der Owatonna Mfg. Co. Bereits 1895 hatte er mit L.S. Nichols einen Zweizylinder-Benziner konstruiert, der am Chicago Times-Herald contest gemeldet war, aber nicht am Start erschien. Owatonna Mfg. finanzierte ebenfalls 1896 Nichols Prototyp mit einem Rotationskolbenmotor. Keines der Projekte führte zu einer Produktion.
Diese Ames sind nicht zu verwechseln mit dem kruden Dampfwagen des A. C. Ames aus South Chicago IL, der ebenfalls mit Nichols Beteiligung 1895 am Contest gemeldet war aber nicht erschien.
- Amesbury; 1899. Prototyp der Amesbury Automobile Company, Amesbury MA
- Argo Electric & American Argo 1912–1916, Saginaw MI (USA), ab 1914 American Argo
- Babcock Electric (USA, Buffalo, NY) (nicht zu verwechseln mit der H.H. Babcock Company in Watertown NY 1909–1913, einem Hersteller von Benzinern)
- Baker Motor Vehicle Company (USA, Cleveland OH) 1899–1914
- Baker & Elberg Electric (USA, Kansas City MO) 1894
- Barrett & Perret Electric (USA, New York City NY) 1896
- Berg Electric Car Company (USA, New York City NY) 1920–1921; Taxi-Projekt
- Borland Electric & American Borland 1910–1916, Chicago IL; ab 1914 American Borland, Saginaw MI (USA)
- Broc Electric & American Broc 1909–1916, Cleveland OH; ab 1914 American Broc, Saginaw MI (USA)
- Caffrey Electric (USA, Reno NV) 1897
- Columbia Automobile Company
- Detroit Electric Car Company produzierte 1907–1939 insgesamt 12.348 Elektroautos und 535 LKW; nach anderen Quellen zwischen 35.000 und 37.000 Fahrzeuge.
- Eastman 1898–1900; Cleveland OH; experimentierte mit Elektro- und Dampffahrzeugen; baute die wohl erste Ganzstahlkarosserie der USA
- Edison Electric (USA, West Orange NJ, Detroit MI, New York NY) Der Erfinder Thomas Alva Edison baute zu Versuchszwecken vier Elektro-Automobile mit von ihm entwickelten Batterien (1903–1904; 1914; 1927)
- Electric Carriage & Wagon Company (E.C.V.C.) 1896–1897; ein von den Elektroauto-Pionieren Henry G. Morris und Pedro G. Salom eingerichtetes Unternehmen. Hier entstanden einiger der Electrobat-Versuchsfahrzeuge, die als erste wirklich funktionsfähige Elektroautos gelten. Sie hielten Betrieb, Wartung und Unterhalt für zu komplex waren als dass sie von ungeschulten Personen beherrschbar gewesen wären. Daher vermieteten sie die Fahrzeuge, anstatt sie zu verkaufen. Wartung und Batteriewechsel (statt Ladung) erfolgten in eigens eingerichteten Stationen. Vorbild waren die verbreiteten Mietställe, welche Pferde und Gespanne auf diese Weise abgaben.[16][17]
- Electric Vehicle; (E.V.C.); 1897–1909. Um 1898 der größte Automobilhersteller der USA. Baute nur E-Fahrzeuge und ging 1904 in Columbia auf; der Markenname wurde bis ca. 1909 verwendet. Gehörte mit der Electric Storage Battery Company (E.S.B.C.) und der American Bicycle Company zum sog. Lead Cab Trust, der erfolglos eine Monopolstellung im Taxiwesen anstrebte.
- Elwell-Parker Electric 1893 in Großbritannien als Hersteller von Batterien gegründet; 1896 Niederlassung in den USA. Prototypen zur Erprobung und Vermarktung der innovativen Batterien. 1906 Übernahme durch Detroit Electric. E-P besteht bis heute als Hersteller von Industriefahrzeugen.
- Fanning Electric (USA, Chicago IL) 1901–1903[18]
- Flanders Electric, (USA, Detroit MI) 1912–1913
- Flanders Electric, (USA, Pontiac MI) 1914–1915
- Fulton & Walker Company (Philadelphia PA 1899–1901) Leichte Nutzfahrzeuge, einige PKW[19]
- General Electric Automobile Company (USA, Manyunck PA) 1898–1900
- Henry Electric (USA, Denver CO); 1899. Einzelstück des Elektroingenieurs John C. Henry. Verschiedene Komponenten wurden patentiert, so die elektrische Lenkung mit zwei E-Motoren und der Lenk/Steuerknüppel.[20]
- Hub Motor Company (Chicago IL) 1899–1901; Der Radnabenantrieb des Hub wurde möglicherweise bereits 1899 eingeführt und könnte daher sogar noch älter als jener des Lohner-Porsche sein.
- Jenny Electric M. M. Slattery aus Fort Wayne baute 1889 ein Tricycle mit Nebenschlusswicklungs-Elektromotor.[21]
- Morris & Salom Electric Company (USA, Philadelphia PA, 1894–1897)
- Morrison Electric (USA, Des Moines IO, 1888–1895) Eines der ersten funktionstüchtigen Elektroautos in den USA
- Perret Electric (USA, New York City NY) 1900
- Orient Electric (USA, Waltham MA) In der zweiten Hälfte des Jahres 1898 bauten George M. Tinker und John W. Piper, zwei Mitarbeiter der Waltham Manufacturing Company, auf Anweisung des Miteigentümers und ersten Präsidenten der General Electric Charles Albert Coffin, einen Elektro-Prototyp, welcher als Orient Electric an der New York Cycle & Automobile Show vom 21. – 28. Januar 1899 im Madison Square Garden gezeigt wurde. Er hatte einen Radstand von 1524 mm und wog etwa 450 kg.[22] Der E-Motor kam von General Electric in Lynn (Massachusetts). Coffin war Präsident dieser Gesellschaft. Weitere Versuchsfahrzeuge oder eine Serienfertigung folgten nicht, jedoch begann Waltham Manufacturing eine Motorrad-, Automobil- und Flugzeugproduktion mit Verbrennungsmotoren. Tinker und Piper bauten von 1899 bis 1902 einen Dampfwagen eigener Konstruktion.[23][22]
- Pope-Waverley (1904–1908), Waverley Electric (1898–1903) resp. Waverley (1909–1916) (USA, Indianapolis IN)
- Rauch & Lang Serienkarosseriebauer und bedeutender Elektroautohersteller (USA, Cleveland OH) 1904–1915
- Republic (USA, Minneapolis MN) 1902
- Rock Falls (USA, Sterling IL) 1878–1925; Frontlenker-Elektro-Ambulanzen und Bestattungsfahrzeuge, 1912–1914[24]
- Studebaker Electric (USA, South Bend IN)
- Van Wagoner Electric (USA, Syracuse NY); 1899[25]
- Walker, Walker-Electric (USA, Chicago IL) 1906–1942. Nur Nutzfahrzeuge.[26]
- Walkins (USA, Springfield MA). 1896, Highwheeler. L.E. Walkins baute 1896 je einen Electric und Benziner, die im gleichen Jahr am Cosmopolitan Race und in Boston gezeigt wurden. Die darauf gegründete Bay State Motive Power Company plante die Herstellung von 30 mit Benzin und je 10 mit Strom und mit Pressluft betriebene Fahrzeuge. Einige Walkins wurden gebaut, doch blieb die gesamte Anzahl unter 50.[27]
- Ward, Ward-Electric (USA, Bronx und Mt. Vernon NY) 1914–1965; Elektro-LKW bis 1937 (bis 7 tn); Elektro-PKW 1914–1916.[28]
- Westinghouse Electric (USA, Pittsburgh PA) 1901–1907

#### Produktionsbeginn nach 1945
- AMC Amitron (USA, Kenosha, Wisconsin), 1967[29]
- Electra (Pelham NY) 1974. Umbau des Fiat 850 Spider auf Elektroantrieb. Drei Motoren zu je 3,2 bhp: Reichweite 35-40 Meilen.
- Electra King (USA, Long Beach CA) 1961–1981. Breites Programm an drei- und vierrädrigen Elektro-Kleinstfahrzeugen
- Electric Shopper (USA, Long Beach CA) 1952–1962. Dreirädriges Elektro-Kleinstfahrzeug
- Electric Vehicle Associates (USA, Brook Park OH oder Cleveland OH) 1974–1985.

Umbau von Renault 12 und AMC Pacer zu Elektrofahrzeugen. Anfänglich ein Studentenprojekt. Mehrjährige, seriöse Produktion. Modellnamen EVA Metro (R12), EVA Delta Pacer und EVA Change of Pace (Pacer).
- Electro Master (USA, Pasadena CA) 1962–1964. Vierrädriges, zweisitziges Elektro-Kleinstfahrzeug
- Electromotion (USA, Bedford MA) 1974
- Electronic (USA, Salt Lake City UT) 1955. Benzin- oder Dieselelektrischer Antrieb mit 80-Zellen Batteriepack. Der Motor saß an der Hinterachse. Die Kraftübertragung erfolgte mit Magnetkupplung. Angekündigt wurden auch Sedan, Kombi und Lieferwagen, gebaut wurde schließlich nur der zweisitzige Roadster LaSaetta mit GFK-Karosserie zu US$ 2'995,- und optionalem Hardtop.[30]
- Henney Kilowatt (USA, Canastota NY) 1959–1960. Elektroauto auf der Basis des Renault Dauphine mit 12-V-Elektromotor und 7,2 kW Leistung. Der Kilowatt erreichte eine Höchstgeschwindigkeit von 64 km/h. Die empfohlene Reisegeschwindigkeit lag bei 48 km/h, die Reichweite betrug ungefähr 65 km. Die Entwicklung wurde in einem Konsortium um die National Union Electric Corporation vorangetrieben. Weniger als 50 Exemplare wurden gebaut.[31]

### Deutschland
- A.A.A. (Berlin), 1919–1926; auch leichte Elektro-Nutzfahrzeuge
- A.A.G. (Berlin), 1899–1901; Dreiräder mit Benzinmotoren, Elektroautos
- ABAM (Köln), Marke der Kölner Electricitäts-AG, 1898–1906; Elektrodroschken und leichte Elektro-Nutzfahrzeuge mit Radnabenmotoren. Akkumobil PKW. Vgl. auch KEW
- Afa (Berlin), 1918–1936; nur Elektro-Nutzfahrzeuge
- Andreas (Dresden), 1900–1902; Marke der Sächsischen Accumulatoren-Werke.[32]
- Dixi / Wartburg (Eisenach), 1899–1902
- Elektra (H. Krüger), 1899–1900
- Electric (Berlin), 1922–1926; auch leichte Elektro-Nutzfahrzeuge
- Fahrzeugfabrik Eisenach vgl. Dixi
- Fiedler (Berliner Elektromobil- und Akkumulatoren GmbH), 1900.
- Flocken, Andreas Flocken

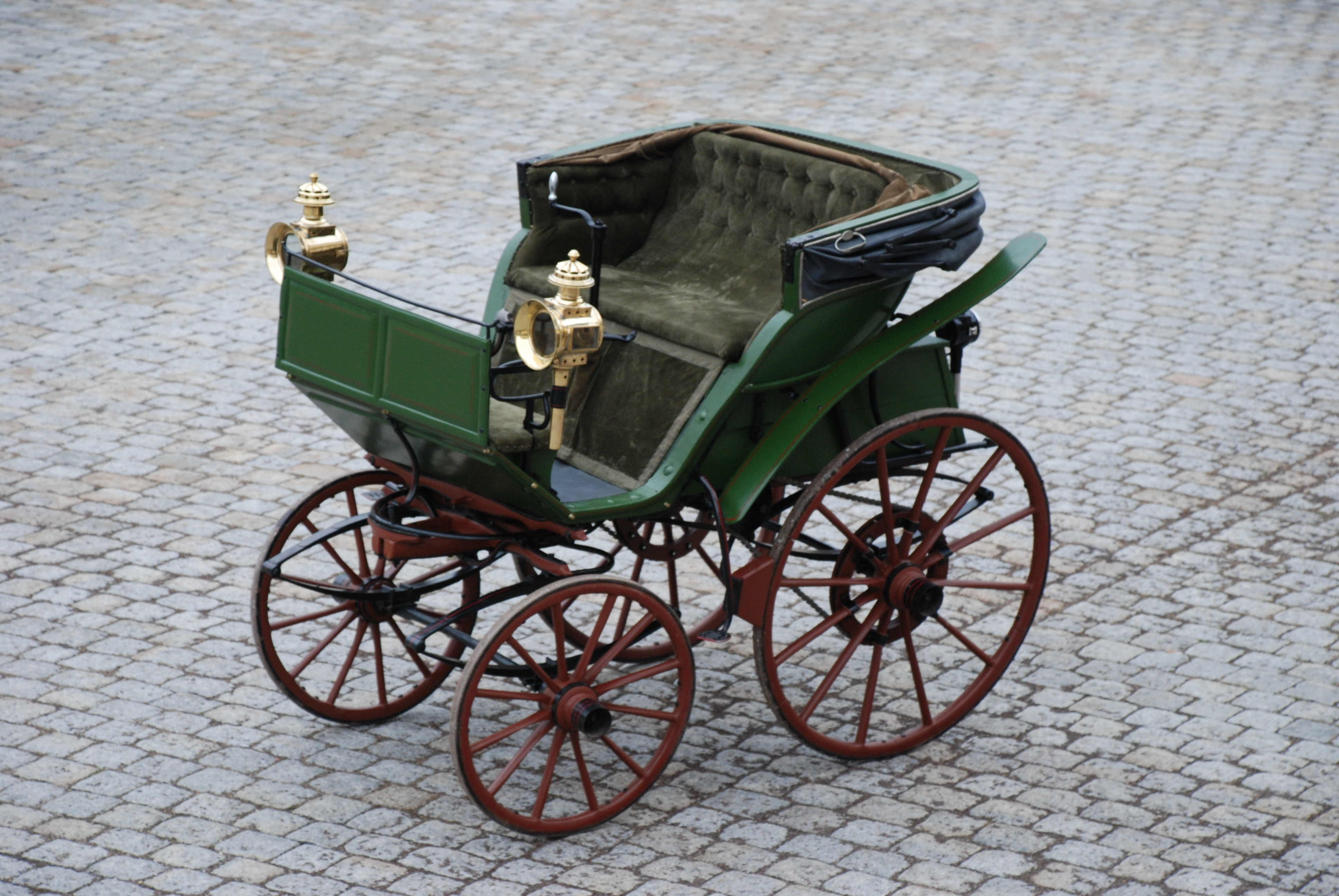
1888 Modell Flocken Elektrowagen (Rekonstruktion)

- Maschinenfabrik A. Flocken, Coburg, 1888–1903 – Das 1888er Modell Flocken Elektrowagen zählt als das erste (bekannt gewordene) Elektroauto in Deutschland.
- Geha (Elektrofahrzeugfabrik Gebhardt & Harhorn), 1910–1917
- Geist
- Hagen
- Hansa-Lloyd Elektrofahrzeuge; Vorspannwagen für Pferdeomnibusse und Pferdestraßenbahnen
- Henschel
- Hercules
- KAW (Köln-Kalk), 1904–1908
- KEW (Köln-Zollstock und Köln-Ehrenfeld), Marke der Kölner Electricitäts-AG, 1898–1907; v. a. Elektro-Nutzfahrzeuge. Vgl. auch ABAM
- Kliemt (Berlin), 1899–1903
- Kriéger (Berlin), 1905–1907
- Kruse (Hamburg), 1899–1909
- Kühlstein Wagenbau, Stellmacherbetrieb (Berlin-Charlottenburg), 1897–1902
- Lloyd ab 1906
- Lloyd Dynamowerke ab 1916; hauptsächlich Nutzfahrzeuge
- Lux, 1897–1902
- Maier
- Maxwerke (Köln), 1900–1903
- Mercedes-Benz, Modell Mercedes LE 306, Zweisitziger Liefertransporter mit Wechselakkusystem. Der 860 Kilogramm schwere Akku reichte für 50 Kilometer Reichweite. Der Elektromotor leistete 35 bis 56 Kilowatt, die Höchstgeschwindigkeit betrug 80 km/h, die Steigfähigkeit 13 Prozent. Die Elektronik stammte von Kiepe. Insgesamt wurden 59 Fahrzeuge gebaut[33]; Modell 307 E, ein zweisitziger Elektrotransporter, der auf dem T 1 basierte. Mit einer Nutzlast von 1,45 Tonnen erreichte er eine Höchstgeschwindigkeit von 70 km/h. Der 30 Kilowatt-Motor konnte die Bremsenergie in elektrische Energie wandeln. 22 Exemplare waren 1983 als Testfahrzeuge bei der Deutschen Bundespost im Einsatz. Der Versuch wurde aufgrund der schlechten Wirtschaftlichkeit der Fahrzeuge jedoch abgebrochen.[33][34]
- Messerschmitt-Bölkow-Blohm 1899–1902 Vorläufergesellschaft; MBB wurde 1958 durch Fusion gegründet
- NAMAG (Bremen), 1906–1914. Elektroautos-, -Taxis und Nutzfahrzeuge mit Radnabenmotoren Lizenz Kriéger
- Pflüger (Berlin), 1900
- Scheele (Köln), 1899–1925
- Siemens-Schuckert, Elektrische Viktoria, 1906–1910
- SB-Automobil-Gesellschaft (Berlin), 1919–1924, Modell Slaby-Beringer, ein einsitziger Elektrowagen
- Stoewer (Stettin)
- Talbot, Nutzfahrzeuge
- Urbanus (Köln-Kalk), 1904–1908; Nutzfahrzeugabteilung von KAW
- Vulkan (Berlin)

### Schweiz
- Tribelhorn (1902–1918)
- EFAG (1919–1937)
- NEFAG (1937–1980)
- SIG (1933–1953)

### Italien
- Zagato (Terrazzano di Rho), 1974–1976, Modelle Zagato Zele 1000 und Zagato Zele 2000

### Japan
- Tama
- Tama Junior
- Tama Senior

### Brasilien
- Gurgel (Rio Claro, São Paulo), 1975–1976?, Modell Gurgel Itaipu Elétrico E150/II, ein kompakter Zweisitzer mit trapezoidaler Karosserie; etwas mehr als zwanzig Fahrzeuge wurden davon gebaut, doch verließ das Modell das Vorserienstadium nicht wirklich.